# Nejvyšší hory Wyomingu

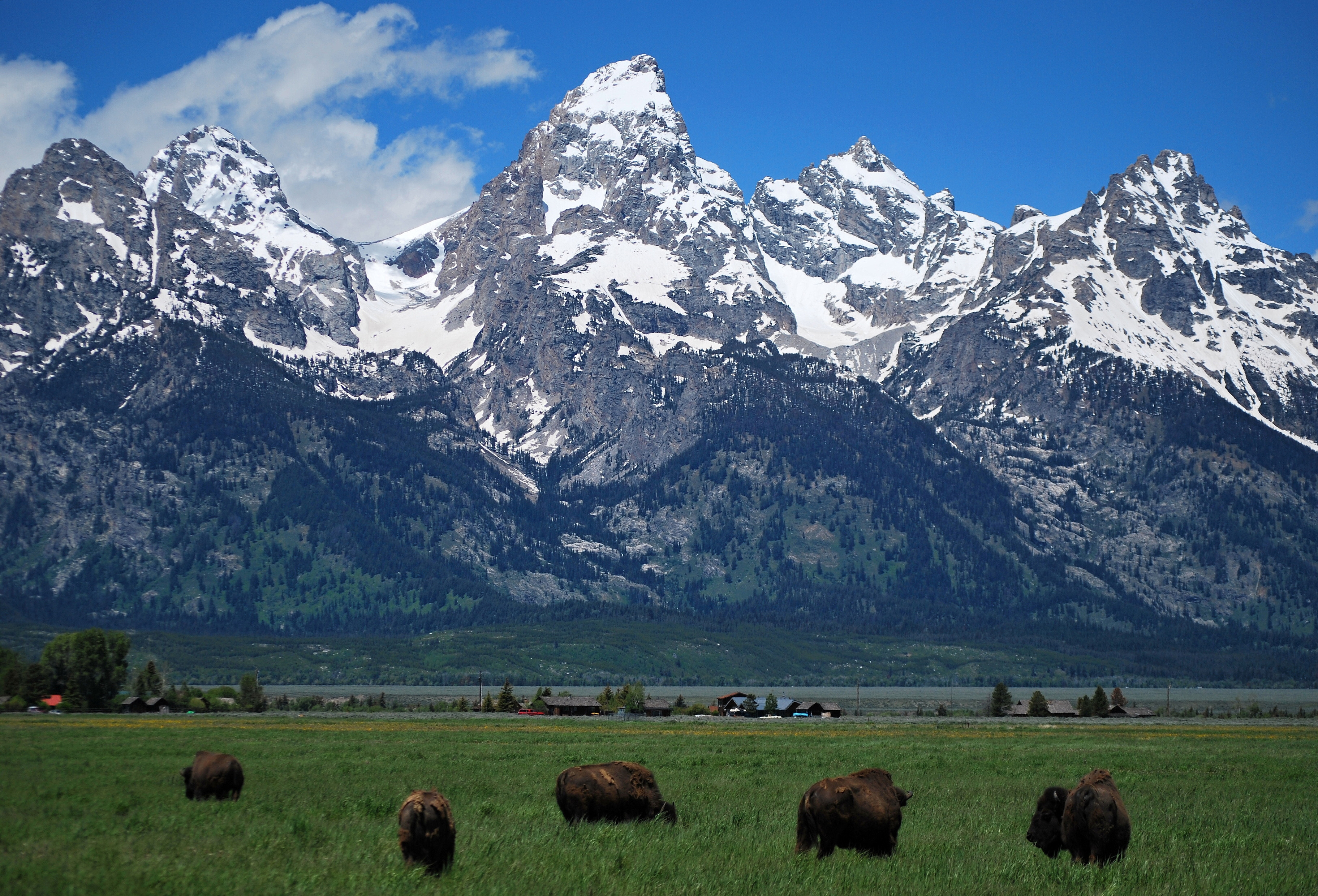
Grand Teton, druhá nejvyšší hora Wyomingu

Nejvyšší hory Wyomingu. Na severu, západě a jihu Wyomingu se rozkládají horská pásma Středních Skalnatých hor. Území mezi horskými pásmy vyplňují vysoko položené horské pánve. Východ státu zaujímají Velké planiny.
Na severozápadě leží pohoří Absaroka Range a Teton Range, na západě pohoří Wyoming Range a Wind River Range, na severu Bighorn Mountains a na jihu Laramie Mountains a Medicine Bow Mountains.
Nejvyšší horou Wyomingu je Gannett Peak (4 207 m) v pohoří Wind River Range.
Většina nejvyšších hor Wyomingu leží v tomto pohoří. Druhým nejvyšším pohořím je Teton Range, následují Big Horn Mountains a Absaroka Range. V těchto čtyřech pohořích se nachází vrcholy, které přesahují 4 000 metrů.

## 10 nejvyšších hor Wyomingu

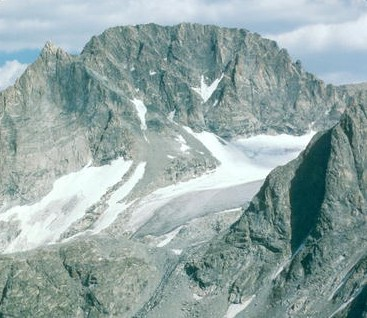
Gannett Peak

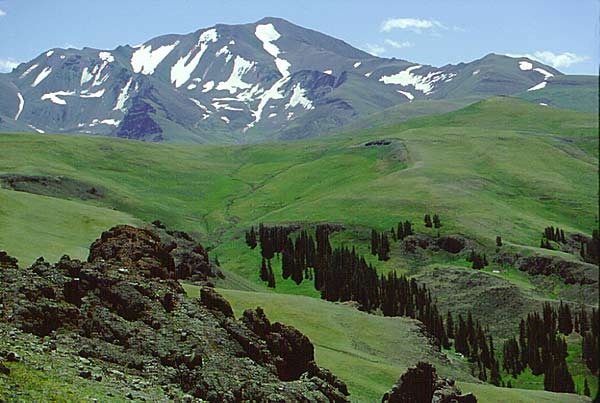
Francs Peak

Ve výčtu hor jsou zastoupeny pouze vrcholy s prominencí vyšší než 500 metrů.
|    | Vrchol           | Pohoří            | Výška (m) | Prominence (m) | Izolace (km) |
| -- | ---------------- | ----------------- | --------- | -------------- | ------------ |
| 1  | Gannett Peak     | Wind River Range  | 4 207     | 2 156          | 467,3        |
| 2  | Grand Teton      | Teton Range       | 4 197     | 1 990          | 111,6        |
| 3  | Wind River Peak  | Wind River Range  | 4 021     | 778            | 56,6         |
| 4  | Cloud Peak       | Bighorn Mountains | 4 013     | 2 154          | 233,4        |
| 5  | Francs Peak      | Absaroka Range    | 4 009     | 1 236          | 76           |
| 6  | Lizard Head Peak | Wind River Range  | 3 914     | 573            | 10,4         |
| 7  | Mount Moran      | Teton Range       | 3 842     | 794            | 9,9          |
| 8  | Atlantic Peak    | Wind River Range  | 3 807     | 649            | 13,9         |
| 9  | Mount Nystrom    | Wind River Range  | 3 766     | 547            | 5,1          |
| 10 | Carter Mountain  | Absaroka Range    | 3 755     | 512            | 24,9         |

## 5 vrcholů s nejvyšší prominencí

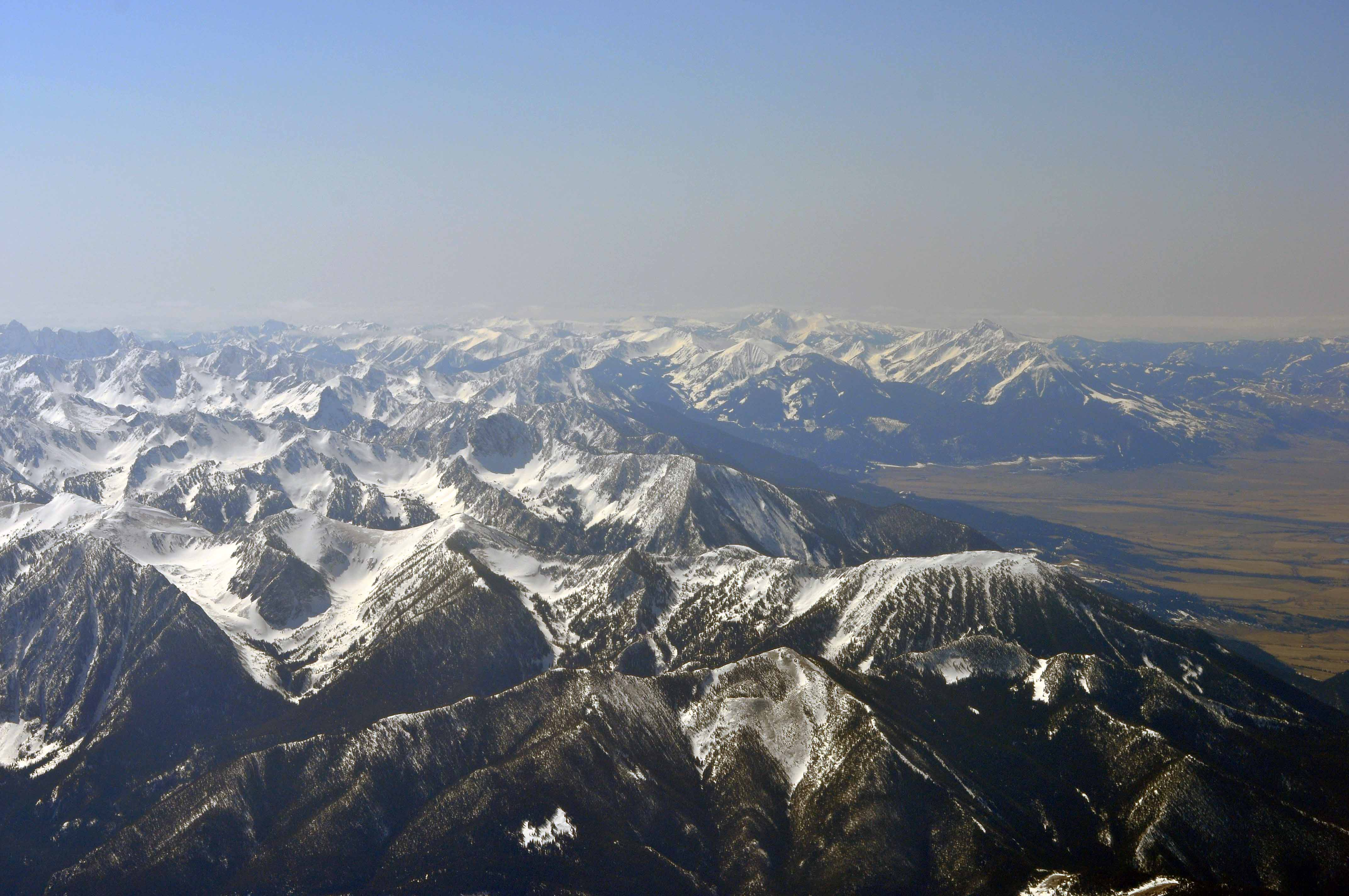
Absaroka Range

|   | Vrchol       | Pohoří            | Výška (m) | Prominence (m) | Izolace (km) |
| - | ------------ | ----------------- | --------- | -------------- | ------------ |
| 1 | Cloud Peak   | Bighorn Mountains | 4 013     | 2 154          | 233,4        |
| 2 | Gannett Peak | Wind River Range  | 4 207     | 2 156          | 467,3        |
| 3 | Grand Teton  | Teton Range       | 4 197     | 1 990          | 111,6        |
| 4 | Francs Peak  | Absaroka Range    | 4 013     | 1 236          | 76           |
| 5 | Wyoming Peak | Wyoming Range     | 3 470     | 1 078          | 81,8         |

## 10 nejvyšších hor Wyomingu s prominencí vyšší než 100 metrů

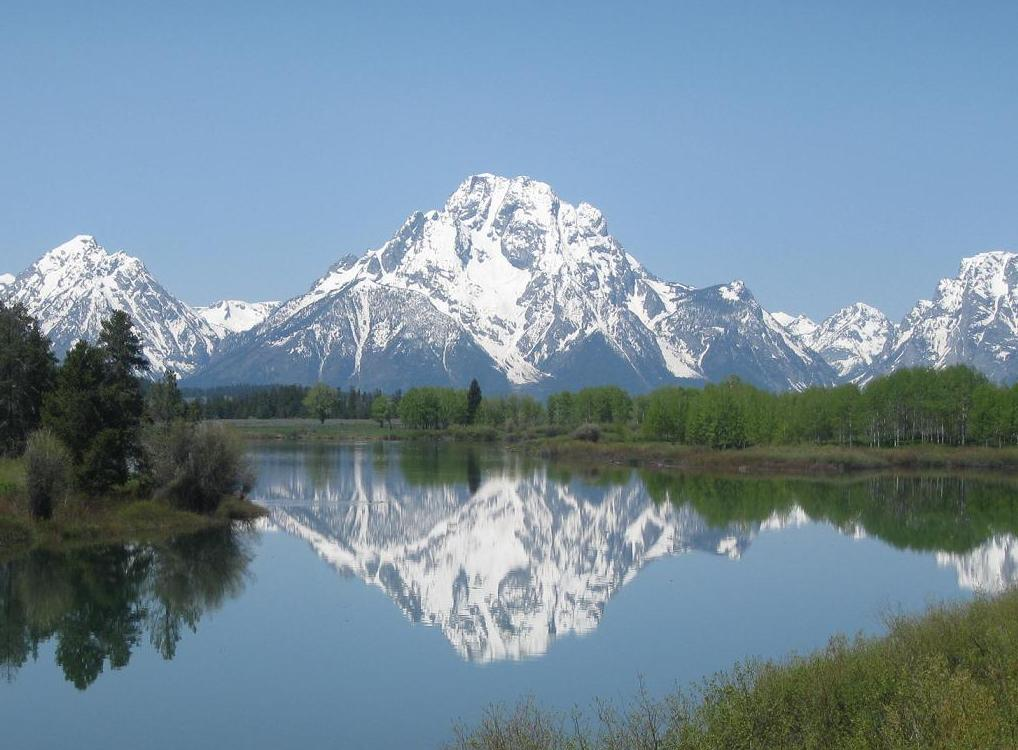
Mount Moran

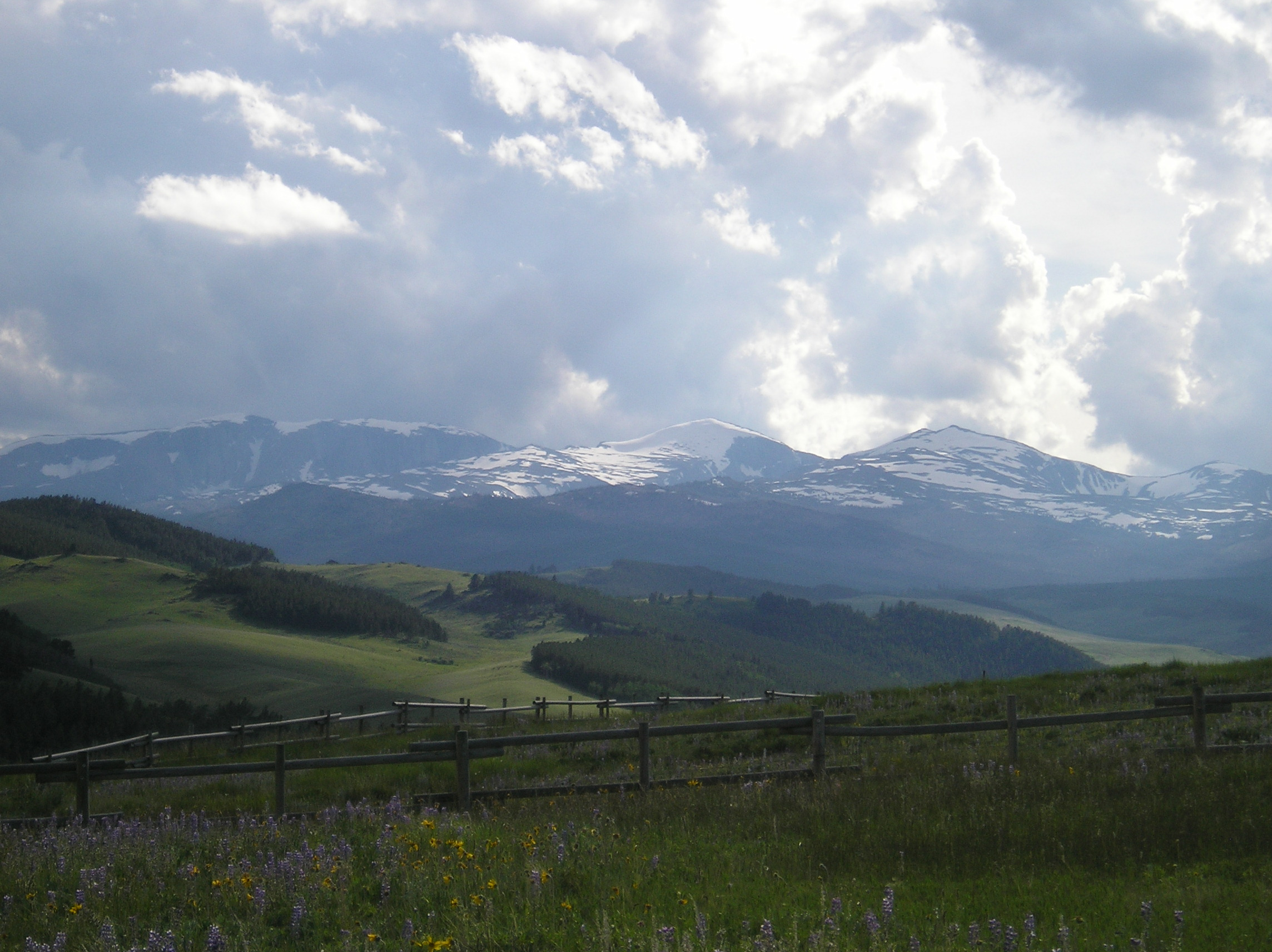
Bighorn Mountains

Ve výčtu hor jsou zastoupeny pouze vrcholy s prominencí vyšší než 100 metrů.
|    | Vrchol          | Pohoří           | Výška (m) | Prominence (m) | Izolace (km) |
| -- | --------------- | ---------------- | --------- | -------------- | ------------ |
| 1  | Gannett Peak    | Wind River Range | 4 207     | 2 156          | 467,3        |
| 2  | Grand Teton     | Teton Range      | 4 197     | 1 990          | 111,6        |
| 3  | Fremont Peak    | Wind River Range | 4 189     | 360            | 7,3          |
| 4  | Mount Warren    | Wind River Range | 4 182     | 293            | 3,2          |
| 5  | Mount Helen     | Wind River Range | 4 151     | 250            | 6,3          |
| 6  | Turret Peak     | Wind River Range | 4 145     | 183            | 0,6          |
| 7  | Mount Sacagawea | Wind River Range | 4 136     | 125            | 1,3          |
| 8  | Jackson Peak    | Wind River Range | 4 120     | 219            | 1,2          |
| 9  | Mount W. Wilson | Wind River Range | 4 115     | 153            | 1,7          |
| 10 | Bastion Peak    | Wind River Range | 4 113     | 224            | 2,4          |